# Cloudride
Cloudride ist eine Schweizer Rockband aus dem Raum Basel, die nach einigen Wechseln der Besetzung 2004 öffentlich in kleinen Clubs auftrat. Die Band orientiert sie sich an Vorbildern aus der britischen und amerikanischen Independent-Szene und ist bemüht, unabhängig zu bleiben.

## Geschichte
Nach zwei EPs veröffentlichten Cloudride im September 2006 ihr Debütalbum Overlooked auf dem Indie-Label Helium Records (RecRec). Auf den Release folgten eine Konzertreihe in der Schweiz sowie eine Tour durch Europa an der Seite der britischen Band Amplifier.
Am 19. September 2008 erschien die EP Vincent. Die Platte wurde in einer Auflage von 10'000 Stück produziert, kam jedoch nicht in den Verkauf, sondern wurde, in Anlehnung an Radiohead, gratis ans Publikum abgegeben. Die EP konnte außerdem im mp3-Format von der Homepage der Band heruntergeladen werden.
Nach einem Besetzungswechsel veröffentlichte die Band 2013 das Album In the Long Run We Are All Dead. Das 20-jährige Bestehen der Band wurde am 1. Oktober 2021 mit einem Jubiläumskonzert und der digitalen Veröffentlichung der Single Good Child bestritten. Die Single Verything bildet einen weiteren Vorboten einer für das Jahr 2022 geplanten Veröffentlichung.

## Diskografie
- 2003: Behind My Glasses (EP)
- 2004: White Door (EP)
- 2006: Overlooked (Album)
- 2008: Vincent (EP)
- 2010: Stand Still (Single)
- 2010: Empty Sheets (Single)
- 2013: In the Long Run We Are All Dead (Album)
- 2016: Keep Driving (Single)
- 2021: Good Child (Single)
- 2022: Verything (Single)